# Roger Gnoan M'Bala
Roger Gnoan M'Bala (Grand-Bassam, 1943 – Abidjã, 9 de julho de 2023) foi um realizador de cinema Costa-Marfinense.

## Filmografia
| Filme             | Ano  |
| ----------------- | ---- |
| Le peuple Niambwa | 2009 |
| Le Dipri          | 2009 |
| Adanggaman        | 2000 |
| Au nom du Christ  | 1993 |
| Bouka             | 1988 |
| Ablakon           | 1986 |
| Le chapeau        | 1975 |
| Amanie            | 1972 |

## Morte
Roger 9 de julho de 2023, aos 83 anos de idade.